# Leonard L. Amburgey
Leonard L. Amburgey, född 1945, en amerikansk amatörastronom.
Minor Planet Center listar honom som L. L. Amburgey och som upptäckare av 2 asteroider.
För sin upptäckt av (215188) 2000 NM, tilldelades han James Benson Prize.

## Asteroider upptäckta av Leonard L. Amburgey
| (10206) 1997 PC2 | 7 augusti 1997 |
| (215188) 2000 NM | 2 juli 2000    |